# 麻雀格闘倶楽部Sp
『麻雀格闘倶楽部Sp』（マージャンファイトクラブSp）はコナミデジタルエンタテインメント及び、コナミアミューズメントが制作するスマートフォン向け麻雀ゲームアプリ。コナミアミューズメントのアーケード用麻雀ゲーム『麻雀格闘倶楽部』シリーズ（以下AC版）の流れを汲んでいる。
2013年8月30日にiOSで配信開始。
2014年1月31日にAndroid版を配信。

## 概要
日本プロ麻雀連盟公認の麻雀アプリとなっている。配信段階ではプロ雀士はCPUとしてのみの登場だったが、2019年10月より、プロ雀士本人が参戦するようになった。また、AC版との連動も可能で、期間限定で本アプリの段位をAC版に引き継ぐこともできる（上限あり）。

## 用語・アイテム

### MG
通常卓、黄龍専用上級卓などを対局する際に必要となるアプリ内の仮想通貨。対局の結果に応じ獲得することができるほか、モードを選択するのに不足している分のMGは、雀石を消費することにより補充することができる。AC版との連動ボーナスあり。

### 雀石
不足分のMGや「ファイトスコア2倍戦券」等の対局アイテムの補充、プチプロ所有枠の増加ならびにプチプロ等の招来に使用する。ミッション達成報酬により獲得できるほか、ショップで購入することができる（課金アイテム）。

### 招来
いわゆる「ガチャ」であり、各種招来チケットや雀石を消費することにより、プチプロや対局BGM等を抽選で獲得することができる。

### プチプロ
当アプリ内で登場するキャラクター。日本プロ麻雀連盟のプロ雀士をデフォルメしたものが主であり、コナミのゲームキャラクターやコラボ作品のキャラクターのプチプロもある。
各キャラクターには四神の属性（青龍・朱雀・白虎・玄武）が与えられている。

### 一日の取り扱い
毎月第3火曜日のみのAM2:00～AM7:00のサーバーメンテナンスを除き、AM7:00～翌日AM5:00のログイン及び対局は同一日として取り扱われる。
以後、当記事内では、「AM0:00～AM5:00」を「24:00～29:00」と表記し、「一日」を5:00～29:00として取り扱う。

## 段位システム
段位システムについては、基本的にAC版を踏襲したものとなっている。

### 会員（級位）
新規登録のプレーヤーは、会員十級からスタートとなり、次述の経験値の獲得により、四神初段への昇格を目指す。
経験値
対局の点棒移動により増減するパラメーターである。
- 和了により点棒収入があると経験値は増加（点棒収入1000点につき経験値20増加）し、放銃や他家のツモ和了により点棒支出があると経験値は減少（点棒支出1000点につき経験値10減少）する。
  - 順位点による点棒収支も、同様に経験値が増減する。
  - ノーテン罰符による点棒の収支およびリーチ棒の供託は、経験値の増減の対象とならない。
- 経験値により十級から一級まで変動し、経験値が1600に到達すれば「四神初段」に昇格する。
  - 大会に入賞した場合、四神初段昇格となる。

### 四神（段位）
四神は対局により規定数の「ファイトオーブ」を獲得して、四神マスターへの昇格を目指す。
- 初段に昇格したプレーヤーには、これまでの対局結果により、次のいずれかの属性[1]が与えられる。
  - 青龍（運）：ドラ使用率が高い、もしくは役満を和了したことがある。
  - 朱雀（速）：あがり率が高い。
  - 白虎（攻）：平均あがり翻が高い。
  - 玄武（守）：振り込み率が低い。

※：四麻・三麻の両方をプレーした場合は、総合的に最も高い能力値の属性が与えられる。
ファイトオーブ
四神の強さの指標となるものである。
- 初段に昇格すると、ファイトオーブが3個与えられる。
- 対局終了時の順位により、ファイトオーブは規定数移動する。
  - 級位者に勝利・敗北した場合でも、ファイトオーブの増減は行われる。
- 段位は所持ファイトオーブ数により初段から八段までの段位に分かれている。ファイトオーブが56個に到達すれば四神マスターに昇格、反対にファイトオーブを全て失うと一級（経験値1450）に降格する。
  - ファイトオーブは、役満祝儀や大会の入賞特典等により獲得することもできる。

勝星
ファイトオーブの補助単位（後述の「黄龍オーブ」の補助単位としても機能する。以後、単に「オーブ」と述べた場合は、「ファイトオーブ」と「黄龍オーブ」を総称したものを指す）。
- 四神及び四神マスターが勝星を5個集めるとファイトオーブ1個に、黄龍が勝星を10個集めると、黄龍オーブ1個に変換される。
- 一局戦において、対局結果により増減する。
  - 詳細は#四人打ち（一局）の項目を参照
- 「黄龍専用 上級卓」において、プロ雀士本人またはプロ雀士CPUを撃破（プロ雀士が最下位の対局において1位をとなる）すれば、そのプロ雀士に設定されてある数の勝星を獲得できる。
- 勝星は、三麻の役満祝儀でも獲得できる。

ソウルオーブ
四神（四神マスターを含む）であるプレーヤーが1位となり、四神以上の対局者がぶっとびの最下位となって終了した場合、ソウルオーブを獲得することができる。昇段のときに、所持しているソウルオーブが勝星に変換される。
- ぶっとびのプレーヤーが四神または四神マスターの場合は勝星1個相当のソウルオーブを、黄龍の場合は勝星2個相当のソウルオーブを獲得する。
  - ソウルオーブを獲得した際は、最初にソウルオーブが昇龍板に装着され、後に残りのファイトオーブが装着される。
  - 昇段までの間は通常のファイトオーブと同様に扱われる。
  - 四神マスターの場合、ソウルオーブは獲得した瞬間に勝星に変換される。
- 勝星を5個以上所持した状態で黄龍から降格した場合、所持勝星数は4個に減ぜられる。

### 四神マスター（マスター）
ファイトオーブを56個獲得すれば四神マスターとなる。
- 四神マスターには降格がなく、ファイトオーブが0個になっても四神マスターのままである。
  - 対戦相手に支払うことのできないオーブについては、システム側から供給される。
- 四神マスターが三連勝すれば、「黄龍」に昇格となる。
  - 別個のモードを跨いで挑戦することができる。

### 黄龍
麻雀格闘倶楽部Spにおける最高段位である。黄龍は「黄龍オーブ」を獲得し、黄龍Lv（レベル）のアップを目指す。
黄龍オーブ
黄龍の強さの指標となる。
- 四神マスターから黄龍に昇格したプレーヤーには、黄龍オーブが5個授与される。
- 移動対象となる順位が黄龍同士の場合に限り、黄龍オーブが移動する。
- 黄龍オーブは、対局の順位による移動のほか、東風戦および半荘戦の役満祝儀として、また大会の入賞特典として獲得することができる。
- 黄龍オーブを所持している状態でファイトオーブを全て失っても、黄龍は維持できる。
  - ファイトオーブを有していない黄龍に四神（マスターを含む）が勝利した場合、ファイトオーブはシステム側から進呈される。
- 黄龍オーブを全て失ってしまうと、その時点で所持しているファイトオーブ数に応じた段位（56個以上の場合は四神マスター、0個の場合は会員一級）に降格する。

四神オーブチャージ
黄龍が四神（マスターを含む。会員は対象外）から得たファイトオーブの蓄積により、黄龍に変換することができるシステムである。
- 獲得したファイトオーブの四神属性ごとにチャージされ、いずれかのチャージが5個に到達すると、黄龍オーブ1個に変換される。
  - 四神にファイトオーブを奪われた場合、チャージは減少する。チャージが0個未満になることはない（累計ファイトオーブ数は減少する）。

全国黄龍オーブ数ランキング
全国すべての黄龍の所持黄龍オーブ数をランキングにしたものである。
地域別週間黄龍オーブ数ランキング
所属の都道府県別に一週間（月曜7:00更新）の獲得黄龍オーブ数を集計し、前週の各都道府県1位～10位には、下記の称号（○○○は都道府県名、東京都の場合は「東京」）が与えられ、対局開始前にエフェクトで表示される。
- 1位：「○○○黄龍王」
- 2位～10位：「○○○No.△黄龍」（△は順位）

## 採用役
- 役名…アガリ表示画面での表示。（ ）内はこの表で区別のため便宜的に使用しているもので、画面には表示されない。
- 読み…アガリ表示画面で読み上げられるもの。
- 凡例…☆：門前役、※：食い下がり役

| 翻数     | 役名                 | 役名 | 読み                              | 備考 |
| -------- | -------------------- | ---- | --------------------------------- | --- |
| 一翻     | 風牌（場風牌）       |      | ばかぜはい                        | |
| 一翻     | 風牌（自風牌）       |      | じかぜはい                        | |
| 一翻     | 三元牌（白）         |      | ハク                              | |
| 一翻     | 三元牌（發）         |      | ハツ                              | |
| 一翻     | 三元牌（中）         |      | チュン                            | |
| 一翻     | 門前清自摸和         | ☆    | メンゼンツモ                      | |
| 一翻     | 平和                 | ☆    | ピンフ                            | |
| 一翻     | 断么九               |      | タンヤオ                          | 食いタンあり（食いタンピンは30符） |
| 一翻     | 立直                 | ☆    | リーチ                            | 四人リーチは流局せず続行 フリテンリーチあり 以下の場合は立直不可 ●持ち点が1,000点未満の場合 ●アガリ牌がない場合 ●ツモ番が回らない場合 |
| 一翻     | 一発                 | ☆    | イッパツ                          | |
| 一翻     | 一盃口               | ☆    | イーペーコー                      | |
| 一翻     | 嶺上開花             |      | リンシャンカイホー                | |
| 一翻     | 槍槓                 |      | チャンカン                        | 一発と複合可 |
| 一翻     | 海底撈月             |      | ハイテイ                          | |
| 一翻     | 河底撈魚             |      | ホウテイ                          | |
| 二翻     | 役名                 | 役名 | 読み                              | 備考 |
| 二翻     | 対々和               |      | トイトイホー                      | |
| 二翻     | 三色同順             | ※    | サンショクドウジュン              | 三人打ちルールでは不可能 |
| 二翻     | 三色同刻             |      | サンショクドウコー                | |
| 二翻     | 一気通貫             | ※    | イッキツウカン                    | |
| 二翻     | 混全帯么九           | ※    | チャンタ                          | |
| 二翻     | ダブル立直           | ☆    | ダブルリーチ                      | |
| 二翻     | 三暗刻               |      | サンアンコ                        | |
| 二翻     | 三槓子               |      | サンカンツ                        | |
| 二翻     | 混老頭               |      | ホンロートー                      | |
| 二翻     | 七対子               | ☆    | チートイツ                        | 25符 |
| 二翻     | 小三元               |      | ショウサンゲン                    | |
| 三翻     | 役名                 | 役名 | 読み                              | 備考 |
| 三翻     | 混一色               | ※    | ホンイーソー                      | |
| 三翻     | 二盃口               | ☆    | リャンペーコー                    | |
| 三翻     | 純全帯么九           | ※    | ジュンチャンタ                    | |
| 満貫     | 役名                 | 役名 | 読み                              | 備考 |
| 満貫     | 人和                 | ☆    | レンホー                          | 跳満以上のアガリ形の場合は高点法に基づく                                                                                              |
| 六翻     | 役名                 | 役名 | 読み                              | 備考 |
| 六翻     | 清一色               | ※    | チンイーソー                      | |
| 役満     | 役名                 | 役名 | 読み                              | 備考 |
| 役満     | 四暗刻               | ☆    | スーアンコ                        | シャンポン待ちのツモ和了 |
| 役満     | 小四喜               |      | ショウスーシー                    | |
| 役満     | 清老頭               |      | チンロートー                      | |
| 役満     | 国士無双             | ☆    | コクシムソウ                      | 単騎待ち 暗槓の槍槓による和了が可能                                                                                                   |
| 役満     | 大車輪               | ☆    | ダイシャリン                      | 筒子のみ |
| 役満     | 四槓子               |      | スーカンツ                        | 包則（パオ）適用 雀頭の完成をもって和了とする                                                                                         |
| 役満     | 大三元               |      | ダイサンゲン                      | 包則適用 |
| 役満     | 字一色               |      | ツーイーソー                      | |
| 役満     | 緑一色               |      | リュウイーソー                    | 發の有無を問わない |
| 役満     | 九蓮宝燈             | ☆    | チュウレンポウトウ                | 萬子、筒子、索子いずれも可 |
| 役満     | 天和                 | ☆    | テンホー                          | |
| 役満     | 地和                 | ☆    | チーホー                          | |
| 役満     | 八連荘               |      | パーレンチャン                    | 親の8回連続和了で成立 |
| 二倍役満 | 役名                 | 役名 | 読み                              | 備考 |
| 二倍役満 | 四暗刻（単騎待ち）   | ☆    | スーアンコ たんきまち             | |
| 二倍役満 | 大四喜               |      | ダイスーシー                      | 包則適用 |
| 二倍役満 | 国士無双（13面待ち） | ☆    | コクシムソウ じゅうさんめんまち   | フリテンあり |
| 二倍役満 | 九蓮宝燈（9面待ち）  | ☆    | チュウレンポウトウ きゅうめんまち | 萬子、筒子、索子いずれも可 |

## 対局ルール
採用されているルールは以下の通り。なお、「オーブ2倍戦券」「オーブ3倍戦券」使用によるオーブの増減については別記する。

### 四人打ち・三人打ち共通
- 後付けあり。
- 配給原点は東風戦20,000点、半荘戦25,000点。
- 雀頭のダブ東・ダブ南は2符。
- 槓ドラは即乗り。
- 切り上げ満貫あり。
- 二翻縛りなし。
- 食い替え（現物・スジ。鳴いた同順内）なし。
- 西入なし。
- ぶっとびあり（局終了時点で0点以下の者がいれば、その局で終了）。
- オーラスは、親のアガリやめあり（局終了時に親がトップである場合、必ず対局終了となる）。
- 累計30局で終了（30局目が終了した時点で次局へ進まず順位が確定する）。
- 荒牌流局時は親の聴牌・ノーテンにかかわらず輪荘（アガリ連荘）。
- リーチ後のアガリ選択あり（見逃した場合はフリテン扱い）。
- 1,000点未満はリーチ不可 (1,000点でリーチし0点の状態で流局4人テンパイの場合、ぶっとび)。
- 残りツモ番のない状態でのリーチあり。
- フリテンリーチ、空テンリーチあり。
- 河底牌でのリーチ不可。
- 対局終了時に供託となっているリーチ棒は誰のものにもならず消滅。
- リーチ中の暗カンは手牌構成が変わらない場合のみあり（手役の減少する場合は不可）。
- 九種九牌倒の成立は連荘。
- 流し満貫あり。流局扱いで輪荘。
- 両家和および四人打ちの三家和は全員の和了が認められる。この場合、供託は上家取りとなる。親が和了した場合、連荘となる（和了の子が上家でも、権利は剥奪されない）。
- 四開槓は途中流局にならない。5回目のカンはできない。
- 役満の重複あり。
- 包則（パオ）は大四喜・大三元・四槓子に適用。
  - 重複役満の場合、対象となる役満の点数ぶんについてのみ適用される。放銃者がいる場合は、積み場は放銃者の負担となる。包則対象外の役満との重複役満をツモ和了した場合については、積み場は他の全員で折半する。

### 四人打ち（東風・半荘）
- ドラは基本4種（ドラ、裏ドラ、槓ドラ、槓ウラ）と赤ドラ（五筒と五萬と五索が1枚ずつ）。
- 四風子連打は途中流局にならない。
- 順位点は4位→1位に5,000点。
- オーブの移動は以下の通り。
  - 東風戦：4位→1位に1個
  - 半荘戦：4位→1位に2個、3位→2位に1個

### 四人打ち（一局）
日本プロ麻雀連盟会長である森山茂和が提唱するルール。
- 基本ルールは東風戦・半荘戦に準じる。
- 配給原点5,000点、順位点なし。
- 東一局0本場のみ（親が和了したり、本来連荘となる途中流局が発生しても、対局終了となる）。
- ぶっとびが発生した場合、ぶっとびのすべてのプレーヤーから勝星1個ずつが、ぶっとばしたプレーヤーに移動する。
  - 両家和・三家和の場合、権利は上家取り。
  - 和了により他家をぶっとばしたが、同時に（両家和・三家和にて）包則の支払いによりぶっとばされた場合は、ぶっとばしによる勝星獲得の権利を失い、ぶっとびにより勝星を失う。
- 対局終了後、トップの点棒が8,000点以上になっている場合に限り、4位→1位で勝星の移動（通常卓は1個、上級卓は2個）が発生する。
  - ただし、荒牌流局の場合については、勝星の移動はない。
  - 収入に、他家リーチ棒の供託が含まれていてもよい。
- 支払う勝星がなくなった場合、オーブが勝星に変換（四神および四神マスターはファイトオーブ1個→勝星5個、黄龍は黄龍オーブ1個→勝星10個）され、支払いが続行される。
- 四神マスターの3連勝のカウントならびに、プロ雀士（本人もしくはCPU）撃破による勝星獲得は、流局により対局終了となった場合でも行われる。
- 級位者は勝星の増減は発生しない。

### 三人打ち（東風・半荘）
- 二萬 - 八萬の7種類の牌を使用しない。
- チーなし。
- 北は客風牌。
- ドラは基本4種と赤ドラ（五筒と五索が東風4枚ずつ、半荘2枚ずつ）。花牌・抜きドラなし。
  - ドラ表示牌が一萬の場合、ドラは九萬
- 四家立直・四風子連打なし。
- 積み場は1本場につき600点。
- ツモアガリの場合の支払いは、親子関係なく折半払い。
- 順位点は3位→1位に3,000点。
- オーブの移動は、3位→1位に1個。

## その他

### 過去のコラボ
- アカギ
- むこうぶち
- スーパーヅガン
- マジカルハロウィン
- GⅠ優駿倶楽部
- ポプテピピック[3]
- 北斗の拳
- スーパーボンバーマン R
- ラブキューレ
- がんばれゴエモン
- 悪魔城ドラキュラ
- サイレントヒル
- グラディウス
- ときめきメモリアル[4][5][6][7]
- 咲 -Saki- 全国編[8]
- オーバーロード
- BEMANIシリーズ
- ジャグラーシリーズ
- この素晴らしい世界に祝福を!
- 天 天和通りの快男児
- 東雲うみ
- えなこ
- ホロライブ